# 三浦時明
三浦 時明（みうら ときあき）は、鎌倉時代後期の武将。相模三浦氏の当主。官位は相模介（三浦介）。

## 生涯
三浦介三浦頼盛の子として生まれる。
事績は良く分かっておらず、不明な部分が多い。
家督と三浦介を時継に譲り、亡くなっている。